# Chloracantha
Chloracantha là một chi thực vật có hoa trong họ Cúc (Asteraceae).

## Loài
Chi Chloracantha gồm các loài: